# Rue des Coquilles
La rue des Coquilles est une ancienne voie de Paris qui était située dans l'ancien 7e arrondissement et qui a été absorbée par la rue du Temple en 1851.

## Origine du nom
Son nom lui vient des coquilles qui ornaient la porte et les fenêtres d'un hôtel particulier situé au coin de la rue de la Tixéranderie.

## Situation
Située dans l'ancien 7e arrondissement, quartier des Arcis, la rue des Coquilles, d'une longueur de 70 mètres, commençait aux 17-21, rue de la Tixéranderie et finissait aux 57-59, rue de la Verrerie.
Les numéros de la rue étaient noirs. Le dernier numéro impair était le no 9 et le dernier numéro pair était le no 6.

## Historique
Sous le règne de Philippe Auguste, cette voie était déjà bordée de constructions.
En l'an 1300 et au XIVe siècle, des actes lui donnent le nom de « ruelle Gentien », de « rue Gentien », « rue Jacques Gentien » ou « rue Jean Gentien » qui était le nom de deux particuliers, bourgeois de Paris, qui y possédaient des maisons. Le cartulaire de Saint-Maur fait mention de Pierre Gentien dont la maison située dans la rue de la Tixéranderie, vis-à-vis de celle des Coquilles, était occupée par des usuriers lombards.
Elle est citée dans Le Dit des rues de Paris, de Guillot de Paris, sous la forme « ruelete Gencien ».
À la fin du XVe siècle, elle prend le nom de « rue des Coquilles » en raison de la construction d'un hôtel particulier, bâti à cette même époque au coin de la rue de la Tixéranderie, dont les portes et les fenêtres étaient ornés de coquilles.
Elle est citée sous le nom de « rue Cocquilière » dans un manuscrit de 1636 ou le procès-verbal de visite, en date du 22 avril 1636, indique : « que nous avons trouvé la plus grande partie salle et pleine d'immundices ».
Une décision ministérielle, du (25 octobre 1814) signée l'abbé de Montesquiou fixe la largeur de cette voie publique à 10 mètres, car à cette époque elle n'avait que 3 mètres de largeur. De 1815 à 1821, les maisons qui bordaient cette rue furent presque toutes reconstruites. Cette largeur de 10 mètres est maintenue, en vertu d'une ordonnance royale du 6 mai 1836.
En 1851, la rue des Coquilles fusionne avec les rues Barre-du-Bec, Sainte-Avoye et du Temple, pour former une nouvelle rue, qui garde le nom de « rue du Temple ».